# Champions olympiques norvégiens
Liste des sportifs et sportives norvégiens (par sport et par chronologie) médaillés d'or lors des Jeux olympiques d'été et d'hiver, à titre individuel ou par équipes, de 1900 à 2016.

## Jeux olympiques d'été

### Athlétisme
| Nom            | Discipline(s)     | Année(s) |
| -------------- | ----------------- | -------- |
| Ferdinand Bie  | Pentathlon        | 1912     |
| Helge Løvland  | Décathlon         | 1920     |
| Egil Danielsen | Lancer du javelot | 1956     |

### Boxe
| Nom            | Discipline(s)           | Année(s) |
| -------------- | ----------------------- | -------- |
| Otto von Porat | Poids lourds (+79,4 kg) | 1924     |

### Canoë-kayak
| Nom              | Discipline(s)    | Année(s) |
| ---------------- | ---------------- | -------- |
| Steinar Amundsen | K-4 1 000 mètres | 1968     |
| Tore Berger      | K-4 1 000 mètres | 1968     |
| Jan Johansen     | K-4 1 000 mètres | 1968     |
| Egil Søby        | K-4 1 000 mètres | 1968     |

### Cyclisme sur piste
| Nom          | Discipline(s)          | Année(s) |
| ------------ | ---------------------- | -------- |
| Knut Knudsen | Poursuite individuelle | 1972     |

### Gymnastique artistique
| Nom                  | Discipline(s)             | Année(s) |
| -------------------- | ------------------------- | -------- |
| Isak Abrahamsen      | Système libre par équipes | 1912     |
| Hans Beyer           | Système libre par équipes | 1912     |
| Hartmann Bjørnsen    | Système libre par équipes | 1912     |
| Alfred Engelsen      | Système libre par équipes | 1912     |
| Bjarne Johnsen       | Système libre par équipes | 1912     |
| Sigurd Jørgensen     | Système libre par équipes | 1912     |
| Knud Leonard Knudsen | Système libre par équipes | 1912     |
| Alf Lie              | Système libre par équipes | 1912     |
| Rolf Lie             | Système libre par équipes | 1912     |
| Tor Lund             | Système libre par équipes | 1912     |
| Petter Martinsen     | Système libre par équipes | 1912     |
| Per Mathiesen        | Système libre par équipes | 1912     |
| Jacob Opdahl         | Système libre par équipes | 1912     |
| Nils Opdahl          | Système libre par équipes | 1912     |
| Bjarne Pettersen     | Système libre par équipes | 1912     |
| Frithjof Sælen       | Système libre par équipes | 1912     |
| Øistein Schirmer     | Système libre par équipes | 1912     |
| Georg Selenius       | Système libre par équipes | 1912     |
| Sigvard Sivertsen    | Système libre par équipes | 1912     |
| Robert Sjursen       | Système libre par équipes | 1912     |
| Einar Strøm          | Système libre par équipes | 1912     |
| Gabriel Thorstensen  | Système libre par équipes | 1912     |
| Thomas Thorstensen   | Système libre par équipes | 1912     |
| Nils Voss            | Système libre par équipes | 1912     |

### Haltérophilie
| Nom          | Discipline(s) | Année(s) |
| ------------ | ------------- | -------- |
| Leif Jenssen | -82,5 kg      | 1972     |

### Tir
| Nom                | Discipline(s) | Année(s)                       |
| ------------------ | --- | ------------------------------ |
| Albert Helgerud    | 300 mètres rifle libre 3 positions Rifle libre par équipes                                                                                                   | 1908 · 1908                    |
| Julius Braathe     | Rifle libre par équipes | 1908                           |
| Einar Liberg       | Rifle libre par équipes Tir au cerf courant coup simple à 100 mètres par équipe Tir au cerf courant coup double à 100 mètres par équipe                      | 1908 · 1920, 1924 · 1920       |
| Olaf Sæther        | Rifle libre par équipes | 1908                           |
| Ole Sæther         | Rifle libre par équipes | 1908                           |
| Gudbrand Skatteboe | Rifle libre par équipes | 1908                           |
| Otto Olsen         | Carabine d'ordonnance couché à 300 mètres Tir au cerf courant coup simple à 100 mètres Tir au cerf courant coup simple à 100 mètres par équipe               | 1920 · 1920 · 1920, 1924       |
| Ole Lilloe-Olsen   | Tir au cerf courant coup double à 100 mètres Tir au cerf courant coup simple à 100 mètres par équipe Tir au cerf courant coup double à 100 mètres par équipe | 1920, 1924 · 1920, 1924 · 1920 |
| Harald Natvig      | Tir au cerf courant coup simple à 100 mètres par équipe Tir au cerf courant coup double à 100 mètres par équipe                                              | 1920, 1924 · 1920              |
| Hans Nordvik       | Tir au cerf courant coup simple à 100 mètres par équipe Tir au cerf courant coup double à 100 mètres par équipe                                              | 1920 · 1920                    |
| Thorstein Johansen | Tir au cerf courant coup double à 100 mètres par équipe | 1920                           |
| Willy Røgeberg     | 50 mètres carabine position couchée | 1936                           |
| Erling Kongshaug   | 50 mètres carabine trois positions | 1952                           |
| John Larsen        | Tir au cerf courant à 100 mètres | 1952                           |

### Voile
| Nom                     | Discipline(s)                                       | Année(s)    |
| ----------------------- | --------------------------------------------------- | ----------- |
| Thomas Valentin Aass    | 8 mètres jauge internationale                       | 1912        |
| Andreas Brecke          | 8 mètres jauge internationale 6 mètres classe 1919  | 1912 · 1920 |
| Torleiv Corneliussen    | 8 mètres jauge internationale                       | 1912        |
| Thoralf Glad            | 8 mètres jauge internationale                       | 1912        |
| Christian Jebe          | 8 mètres jauge internationale                       | 1912        |
| Johan Anker             | 12 mètres jauge internationale 6 mètres             | 1912 · 1928 |
| Nils Bertelsen          | 12 mètres jauge internationale                      | 1912        |
| Eilert Falch-Lund       | 12 mètres jauge internationale                      | 1912        |
| Halfdan Hansen          | 12 mètres jauge internationale                      | 1912        |
| Arnfinn Heje            | 12 mètres jauge internationale                      | 1912        |
| Magnus Konow            | 12 mètres jauge internationale 8 mètres classe 1919 | 1912 · 1920 |
| Alfred Larsen           | 12 mètres jauge internationale                      | 1912        |
| Petter Larsen           | 12 mètres jauge internationale                      | 1912        |
| Christian Staib         | 12 mètres jauge internationale                      | 1912        |
| Carl Thaulow            | 12 mètres jauge internationale                      | 1912        |
| Paal Kaasen             | 6 mètres classe 1919                                | 1920        |
| Ingolf Rød              | 6 mètres classe 1919                                | 1920        |
| Thorleif Holbye         | 8 mètres classe 1907                                | 1920        |
| Alf Jacobsen            | 8 mètres classe 1907                                | 1920        |
| Kristoffer Olsen        | 8 mètres classe 1907                                | 1920        |
| Carl Ringvold           | 8 mètres classe 1907 8 mètres jauge internationale  | 1920 · 1924 |
| Tellef Wagle            | 8 mètres classe 1907                                | 1920        |
| Thorleif Christoffersen | 8 mètres classe 1919                                | 1920        |
| Reidar Martiniuson      | 8 mètres classe 1919                                | 1920        |
| Ragnar Vik              | 8 mètres classe 1919                                | 1920        |
| Erik Herseth            | 10 mètres classe 1907                               | 1920        |
| Sigurd Holter           | 10 mètres classe 1907                               | 1920        |
| Gunnar Jamvold          | 10 mètres classe 1907                               | 1920        |
| Petter Jamvold          | 10 mètres classe 1907                               | 1920        |
| Claus Juell             | 10 mètres classe 1907                               | 1920        |
| Ingar Nielsen           | 10 mètres classe 1907 8 mètres jauge internationale | 1920 · 1924 |
| Ole Sørensen            | 10 mètres classe 1907                               | 1920        |
| Charles Arentz          | 10 mètres classe 1919                               | 1920        |
| Otto Falkenberg         | 10 mètres classe 1919                               | 1920        |
| Robert Giertsen         | 10 mètres classe 1919                               | 1920        |
| Willy Gilbert           | 10 mètres classe 1919                               | 1920        |
| Halfdan Schjøtt         | 10 mètres classe 1919                               | 1920        |
| Trygve Schjøtt          | 10 mètres classe 1919                               | 1920        |
| Arne Sejersted          | 10 mètres classe 1919                               | 1920        |
| Halvor Birkeland        | 12 mètres classe 1907                               | 1920        |
| Rasmus Birkeland        | 12 mètres classe 1907                               | 1920        |
| Lauritz Christiansen    | 12 mètres classe 1907                               | 1920        |
| Halvor Møgster          | 12 mètres classe 1907                               | 1920        |
| Hans Næss               | 12 mètres classe 1907                               | 1920        |
| Henrik Østervold        | 12 mètres classe 1907                               | 1920        |
| Jan Østervold           | 12 mètres classe 1907                               | 1920        |
| Kristian Østervold      | 12 mètres classe 1907                               | 1920        |
| Ole Østervold           | 12 mètres classe 1907                               | 1920        |
| Arthur Allers           | 12 mètres classe 1919                               | 1920        |
| Martin Borthen          | 12 mètres classe 1919                               | 1920        |
| Johan Friele            | 12 mètres classe 1919                               | 1920        |
| Kaspar Hassel           | 12 mètres classe 1919                               | 1920        |
| Erik Ørvig              | 12 mètres classe 1919                               | 1920        |
| Olaf Ørvig              | 12 mètres classe 1919                               | 1920        |
| Thor Ørvig              | 12 mètres classe 1919                               | 1920        |
| Egill Reimers           | 12 mètres classe 1919                               | 1920        |
| Christen Wiese          | 12 mètres classe 1919                               | 1920        |
| Christopher Dahl        | 6 mètres jauge internationale                       | 1924        |
| Eugen Lunde             | 6 mètres jauge internationale                       | 1924        |
| Anders Lundgren         | 6 mètres jauge internationale                       | 1924        |
| Rick Bockelie           | 8 mètres jauge internationale                       | 1924        |
| Harald Hagen            | 8 mètres jauge internationale                       | 1924        |
| Carl Ringvold Jr.       | 8 mètres jauge internationale                       | 1924        |
| Olav de Norvège         | 6 mètres                                            | 1928        |
| Erik Anker              | 6 mètres                                            | 1928        |
| Håkon Bryhn             | 6 mètres                                            | 1928        |
| Hakon Barfod            | Dragon                                              | 1948, 1952  |
| Sigve Lie               | Dragon                                              | 1948, 1952  |
| Thor Thorvaldsen        | Dragon                                              | 1948, 1952  |
| Bjørn Bergvall          | Flying Dutchman                                     | 1960        |
| Peder Lunde, Jr.        | Flying Dutchman                                     | 1960        |